# Hypericum humifusum
Espèce
Classification APG III (2009)
Le Millepertuis couché, ou Millepertuis rampant (Hypericum humifusum), est une espèce de plantes à fleurs de la famille des Hypéricacées selon la classification phylogénétique APG III (2009) ou des Clusiacées selon la classification classique de Cronquist (1981), trouvée en Europe.

## Distribution
Cette espèce est présente en zone tempérée du niveau de la mer jusqu'à 1 400 m d'altitude. En France, elle est commune à assez commune et relativement cosmopolite.

## Habitat
Pelouses et friches pionnières.

## Description
C'est une plante herbacée annuelle, bisannuelle ou vivace, hermaphrodite.
Cette plante, plus petite que beaucoup de millepertuis, a une taille moyenne (5-20 cm). Elle se distingue des autres millepertuis par une préférence pour les sols acides et ensoleillés ; une tige cylindrique ramifiée grêle et étalée parallèlement au sol, munie de deux lignes saillantes. Cette tige est garnie de feuilles opposées, sessiles, à limbe oblong à lancéolé, muni de glandes translucides et bordé de quelques glandes marginales noires.

### Caractéristiques
Organes reproducteurs :
- Couleur dominante des fleurs : jaune
- Période de floraison : juin-septembre
- Inflorescence : cyme bipare, pauciflore
- 4 ou 5 sépales inégaux, dentés ou non, obtus, largement imbriqués à la floraison, sans (ou rarement presque sans) glandes marginales ou intramarginales noires
- Corolle de 8 à 10 mm de large constituée de 4 à 5 pétales jaunes généralement ponctués de glandes marginales noires
- Ẻtamines groupées en 3 faisceaux
- Ordre de maturation : homogame
- Pollinisation : entomogame, autogame
- Fruit : capsule, la capsule égale la longueur des sépales.

Dissémination :
- Barochore.

Habitat et répartition :
- Habitat type : sols sableux ou argileux siliceux.